# Ugo Costamagna
Ugo Francesco Bonifacio Ferdinando Costamagna (Saluzzo, 1º marzo 1894 – Torino, 11 ottobre 1967) è stato un generale italiano, decorato con la medaglia d'oro al valor militare a vivente nel corso della seconda guerra mondiale.

## Biografia
Nacque a Saluzzo il 1 marzo 1894, figlio di Carlo, di professione impiegato, e Maria Cantamessa. Nel 1913 frequentò il corso superiore presso la Scuola di agricoltura di Alba e poi, nel settembre 1914, fu ammesso a frequentare il corso per allievi ufficiali di complemento, conseguendo la nomina a ufficiale assegnato all'arma di artiglieria nell'aprile 1915. Partecipò alla Grande Guerra in forza dapprima al 44º Reggimento artiglieria da campagna e poi nel 25º Reggimento artiglieria da campagna, passando in servizio permanente effettivo. Divenuto tenente nel febbraio 1917, fu trasferito al 5º Reggimento artiglieria da campagna, rimanendo ferito sul Carso nell'ottobre dello stesso anno durante l'undicesima battaglia dell'Isonzo. Dopo un breve periodo di addestramento sui carri d'assalto Renault FT-17, nel dicembre 1918 fu inviato in Tripolitania, assegnato alla 1ª batteria carri d'assalto leggeri. Rientrato in Italia nel 1919, fu assegnato alla Regia Accademia Militare di Artiglieria e Genio di Torino e, con la promozione a capitano nel dicembre 1926, fu trasferito al 17º Reggimento artiglieria da campagna. Fu promosso maggiore nel giugno 1938. Dopo l'entrata in guerra del Regno d'Italia, avvenuta il 10 giugno 1940, venne mobilitato col grado di maggiore, assegnato alla Direzione di artiglieria del I Corpo d'armata per il servizio di rimozione e brillamento delle bombe d'aereo inesplose cadute nel territorio di pertinenza di detto corpo d'armata. Ferito gravemente dallo scoppio di una bomba durante le fasi di rimozione della stessa, rimase cieco e, decorato con la medaglia d'oro al valor militare a vivente, fu trasferito nel R.O. (Ruolo d’Onore), dove conseguì la promozione a colonnello nel 1950 e a generale di brigata nel 1955. Sposato con la signorina Teresa Stallo il 25 giugno 1945, fu nominato presidente della sezione di Torino dell'Associazione nazionale mutilati e invalidi di guerra e fu chiamato a far parte del Consiglio Nazionale dell'Associazione con la carica di vicepresidente, dalla quale si dimise nel 1964. Si spense a Torino l'11 ottobre 1967. Una via di Saluzzo porta il suo nome.

### Fonti
1. 1 2 3 4 5 6 7 8  Combattenti Liberazione.
2. ↑  Gruppo Medaglie d'Oro al Valor Militare 1965, p. 515.
3. 1 2 3 4  Corriere di Saluzzo.
4. ↑  Medaglie d'oro al valor militare sul sito della Presidenza della Repubblica
5. ↑  Registrato alla Corte dei conti il 12 gennaio 1942, registro 1 guerra, foglio 315.